# Xingtai
För andra betydelser, se Xingtai (olika betydelser).
Xingtai, tidigare känd som Shunteh och Singtai, är en stad på prefekturnivå i norra Kina, och är belägen i den södra delen av provinsen Hebei. Den ligger omkring 360 kilometer sydväst om Kinas huvudstad Peking.
Den är administrativ huvudort för prefekturen med samma namn och har en halv miljon invånare på en yta av 133 km².

## Historia
Xing är en av de äldsta orterna i norra Kina och kan spåra sina rötter tillbaka till Shangdynastin för 3500 år sedan. Under Zhoudynastin var Xingtai huvudstad i staten Xing. Under följande dynastier bytte orten namn flera gånger.
Under Yuan-, Ming-, och Qingdynastierna var Xingtai huvudort prefekturen Shunde (kinesiska: 顺德府?, pinyin: Shùndé fǔ), varför Xingtai länge var känd som Shunde eller Shunteh på den gamla kinesiska postkartan. Prefekturen Shunde ska inte förväxlas med det likalydande distriktet Shunde i Guangdong-provinsen.

## Administrativ indelning
Xingtai upptar en yta som är ungefär lika stor som Upplands, men Xingtais själva stadskärna, som är indelad i två distrikt, utgör bara en procent stadsprefekturens yta. Resten av Xingtai indelas i två städer på häradsnivå och 15 härad:
| Karta                | Karta     | Karta     | Karta          | Karta             | Karta       | Karta                    |
| -------------------- | --------- | --------- | -------------- | ----------------- | ----------- | ------------------------ |
|                      |           |           |                |                   |             |                          |
| Nr                   | Namn      | Kinesiska | Pinyin         | Befolkning (2004) | Areal (km²) | Befolkningstäthet (/km²) |
| Distrikt             |           |           |                |                   |             |                          |
| 1                    | Qiaodong  | 桥东区    | Qiáodōng qū    | 230 000           | 37          | 6 216                    |
| 2                    | Qiaoxi    | 桥西区    | Qiáoxī qū      | 330 000           | 96          | 3 438                    |
| Städer på häradsnivå |           |           |                |                   |             |                          |
| 3                    | Nangong   | 南宫市    | Nángōng shì    | 450 000           | 854         | 527                      |
| 4                    | Shahe     | 沙河市    | Shāhé shì      | 470 000           | 999         | 470                      |
| Härad                |           |           |                |                   |             |                          |
| 5                    | Xingtai   | 邢台县    | Xíngtái xiàn   | 450 000           | 1 983       | 227                      |
| 6                    | Lincheng  | 临城县    | Línchéng xiàn  | 190 000           | 797         | 238                      |
| 7                    | Neiqiu    | 内丘县    | Nèiqiū xiàn    | 260 000           | 775         | 335                      |
| 8                    | Baixiang  | 柏乡县    | Bǎixiāng xiàn  | 180 000           | 268         | 672                      |
| 9                    | Longyao   | 隆尧县    | Lóngyáo xiàn   | 490 000           | 749         | 654                      |
| 10                   | Ren       | 任县      | Rén xiàn       | 320 000           | 431         | 742                      |
| 11                   | Nanhe     | 南和县    | Nánhé xiàn     | 320 000           | 418         | 766                      |
| 12                   | Ningjin   | 宁晋县    | Níngjìn xiàn   | 730 000           | 1 107       | 659                      |
| 13                   | Julu      | 巨鹿县    | Jùlù xiàn      | 360 000           | 623         | 578                      |
| 14                   | Xinhe     | 新河县    | Xīnhé xiàn     | 160 000           | 366         | 437                      |
| 15                   | Guangzong | 广宗县    | Guǎngzōng xiàn | 270 000           | 493         | 548                      |
| 16                   | Pingxiang | 平乡县    | Píngxiāng xiàn | 280 000           | 406         | 670                      |
| 17                   | Wei       | 威县      | Wēi xiàn       | 540 000           | 994         | 543                      |
| 18                   | Qinghe    | 清河县    | Qīnghé xiàn    | 360 000           | 501         | 719                      |
| 19                   | Linxi     | 临西县    | Línxī xiàn     | 330 000           | 542         | 609                      |

## Klimat
Genomsnittlig årsnederbörd är 642 millimeter. Den regnigaste månaden är juli, med i genomsnitt 217 mm nederbörd, och den torraste är januari, med 4 mm nederbörd.